# Miktoniscus patrizii
Miktoniscus patrizii là một loài chân đều trong họ Trichoniscidae. Loài này được Brian miêu tả khoa học năm 1950.